# Yasutaka Ihara
Yasutaka Ihara (伊原 康隆, Ihara Yasutaka; Tóquio, 1938) é um matemático japonês, que trabalha com teoria dos números e introduziu o lema de Ihara e a função zeta de Ihara.
Ihara obteve um doutorado na Universidade de Tóquio em 1967, com a tese Hecke polynomials as congruence zeta functions in elliptic modular case. Em 1965/1966 esteve no Instituto de Estudos Avançados de Princeton. Foi professor da Universidade de Tóquio e depois no Research Institute for Mathematical Science (RIMS) da Universidade de Quioto. Em 2002 aposentou-se no RIMS e tornou-se professor da Universidade de Chūō.
Foi palestrante plenário do Congresso Internacional de Matemáticos em Quioto (1990: Braids, Galois groups and some arithmetic functions). Foi palestrante convidado do Congresso Internacional de Matemáticos em Nice (1970: Non abelian class fields over function fields in special cases).

## Publicações selecionadas
- On Congruence Monodromy Problems, Mathematical Society of Japan Memoirs, World Scientific 2009 (based on lectures in 1968/1969)
- com Michael Fried (Ed.): Arithmetic fundamental groups and noncommutative Algebra, American Mathematical Society, Proc. Symposium Pure Math. vol.70, 2002
- Editor: Galois representations and arithmetic algebraic geometry, North Holland 1987
- com Kenneth Alan Ribet, Jean-Pierre Serre (Eds.): Galois Groups over Q, Springer 1989 (Proceedings of a Workshop 1987)